# Brăești (gmina w okręgu Botoszany)
Brăești – gmina w Rumunii, w okręgu Botoszany. Obejmuje miejscowości Brăești, Poiana, Popeni i Vâlcelele. W 2011 roku liczyła 1937 mieszkańców.